# 국정환
국정환(鞠禎煥, 1943년 3월 23일 ~ 2012년 10월 23일)은 대한민국의 남성 배우이다.

## 이력
1962년 연극배우 첫 데뷔하였고 1971년 MBC 문화방송 공채 3기 탤런트로 정식 데뷔하였다. 동기생으로는 김수미, 김영애 등이 있다.

## 학력
- 경기대학교 대학원 행정학과 행정학 석사(1989년)

## 출연작

### 영화
- 아부지 (Father) 2009년 - 망태 부 역
- 이유 없는 반항 (Rebel Without a Cause) 2001년
- 춘향뎐 (Chunhyang) 2000년
- 얼굴 (The Face) 1999년
- 엑스트라 (Extra) 1998년
- 블루스 (Blues) 1998년
- 투캅스 3 (Two Cops 3) 1998년
- 할렐루야 (Hallelujah) 1997년
- 투캅스 2 (Two Cops 2) 1996년
- 48+1 (Flower Cards) 1995년
- 아찌 아빠 (My Old Sweetheart) 1995년
- 무궁화 꽃이 피었습니다 (Mugoonghwa Korean National Flower) 1995년
- 미란다 (Miranda) 1995년
- 애마와 변강쇠 (Emma and Byun Gang swe) 1995년
- 애마부인 11 (Madame Emma 11) 1995년
- 자정 이후 (After Midnigtht) 1994년
- 태백산맥 (The Tae Beak Mountains) 1994년
- 키스도 못하는 남자 (The Man Who Cannot Kiss) 1994년
- 제3의 무정부두 (The Heartless 3rd Wharf) 1993년
- 가슴 달린 남자 (The Man With Breasts) 1993년
- 연인들의 멜로디 (Lover's Melody) 1993년
- 참견은 노 사랑은 오예 (Love Is Oh Yeah!) 1993년 - 뚱보 부 역
- 신혼여행 특공대 (The Honey Moon Squad) 1993년
- 로맨스 황제 (The Emperor of Romance) 1993년
- 무인도의 남과 여 (A Man and A Woman On An Island) 1992년
- 아들과 연인 (The Son and the Lover) 1992년
- 특명 미녀군단 (Special Mission: Beauty Corps) 1992년
- 우리들의 일그러진 영웅 (Our twisted Hero) 1992년
- 요절복통 신앙반뎐 (The Hilarious Story of A Noble Class Man) 1992년
- 장군의 아들 3 (The General's Son 3) 1992년
- 황제 오작두 (Emperor Oh Jak doo) 1992년
- 늪속에 불안개는 잠들지 않는다 (The Swamp Haze Will Not Clear) 1992년
- 가출소년과 쌍코대작전 (The Runaway Boy and the Great Adventures) 1992년
- 전국구 (The Nationwide Constituency) 1991년
- 적과 적 (Enemy and Foe) 1991년
- 변신전사 트랜스 토디 1991년
- 맨발에서 벤츠까지 (From Barefoot To Bentz) 1991년
- 토끼를 태운 잠수함 (Thr Submarine with A Rabbit Aboard) 1991년
- 산딸기 4 (Wild Berries 4) 1991년
- 젊은 날의 초상 (Portrait of the Days of Youth) 1991년
- 따봉수사대: 밥풀떼기 형사와 전봇대 형사 (The Incredible Crime Squad) 1991년
- 눈물의 웨딩 드레스 (The Wedding Dress of Tears) 1991년
- 슈퍼맨 일지매 (Superman Yiljimae) 1990년
- 누가 붉은 장미를 꺾었나 (Who Broke the Red Rose Stem) 1990년
- 새벽에서 밤까지 (From Dawn To Night) 1990년
- 이조 여인숙명사 청상계 (The Fates of the Women of yi Dynasty) 1990년
- 수탉 (Rooster) 1990년
- 파행 (Crippled) 1990년
- 잠자리에 들 시간 (Time For Bad) 1990년
- 정부와 정사 (The Lover and Joint Suicide) 1989년
- 전설철인 키메랑 (Legendary Iron Man, Kimae-rang) 1989년
- 크라이막스 원 (The Climax One) 1989년
- 내친구 제제 (My Friendm Je-je) 1989년
- 모래성 (Sand Castle) 1989년
- 밥풀떼기 형사와 쌍라이트 (The Doofus Detective and Twin Light Brothers) 1989년
- 공초도사와 슈퍼 홍길동 2 (High Priest Kong-cho And Super Hong Kil Dong 2) 1988년
- 보릿고개 (The Hungry Season) 1988년
- 더블베드 소동 (Double Bed Commotion) 1988년
- 나신들 (Naked) 1988년
- 멋장이 세상 (A Wonderful World) 1988년
- 대물 (Reality) 1988년
- 빠걸 (Bar Girl) 1988년
- 슈퍼 홍길동 (Super Hong Gil Dong) 1988년
- 밤나비 (Night Butterfly) 1987년
- 팔도쌍나팔 (The Double Trumpets in the Nation) 1987년
- 연산군 (Prince Yeon San) 1987년
- 고속도로 (Highway) 1987년
- 옹기골 뽕녀 (Pong-nyeo in Ongiville) 1987년
- 한쪽날개의 천사 (One winged Angel) 1987년
- 변강쇠 2 (Byun Kang swoi 2) 1987년
- 요화 어을우동 (Vamp Oeul Udong) 1987년
- 사노 (Slaves) 1987년
- 토요일은 밤이 없다 (Saturdays With No Nights) 1987년
- 서울황제 (Seoul Emperor) 1986년
- 작은 고추 (Little Big Man) 1986년
- 허튼소리 (Jung-kwang's Nonsence) 1986년
- 돌아이 2 (Dol Ai 2) 1986년
- 변강쇠 (Byun Kang swoi) 1986년
- 삿갓 쓴 장고 (Jang go in a Reed Hat) 1986년
- 날개달린 녀석들 (Those With Wings) 1986년
- 오늘만은 참으세요 (Please Bear It Today) 1986년
- 에미 (Mother) 1985년
- 열아홉살 쌩머리 (Straight Hair At Nineteen) 1985년
- 홍도경 (Hong do Mirror) 1985년
- 난 이렇게 산다우 (This Is How I Live) 1985년
- 목없는 여살인마 (The Headless Murderss) 1985년
- 먹다버린 능금 (Half Eaten Cherry) 1985년
- 참새와 허수아비 (The Sparrow and The Scarecrow) 1983년
- 하와의 행방 (The Whereabouts of Eve) 1983년
- 어둠의 딸들 (Daughters of Darkness) 1982년
- 무림사부대행 (Budae Heang Murim Temple) 1982년
- 풍운아 팔불출 (The Hero, Pal Bul Chul) 1982년
- 아가씨 참으세요 (Miss, Please Be Patient) 1981년
- 사향마곡 (Sa Hyang Ma Kok) 1981년
- 소림사 주방장 (The Shaolin Cheif Cook) 1981년
- 인사야투 (Insa Ya-tu) 1981년
- 원권 (Martial Arts for Revenge) 1981년
- 그 여자 사람잡네 (She Is Something) 1980년
- 월녀의 한 (Wal-nyo's Grudge) 1980년
- 무림악인전 (The Story of Murim Wicked Man) 1980년
- 하늘이 부를 때까지 (Until Heaven Calls) 1980년
- 다함께 부르고 싶은 여자 (The Song We All Want To Sing) 1980년
- 순악질여사 (Vicious Woman) 1980년
- 순자야 (Sunja) 1979년
- 사랑이 깊어질 때 (When Love Blossoms) 1979년
- 아침에 퇴근하는 여자 (The Who Leaves Work In The Mroning) 1979년
- 심봤다 (Wild Ginseng) 1979년
- 정조 (Chastity) 1979년
- 에너지 선생 (Energy Teacher) 1978년
- 개선문 (The Arch of Triumph) 1978년
- 7호실 손님 (The Guest in Room #7) 1978년
- 미스양의 모험 (Miss Yang's Adventure) 1977년
- 폭풍을 몰고 온 여자 (Woman Who Brought The Strom) 1977년
- 한네의 승천 (The Ascension of Han-ne) 1977년

### 텔레비전 드라마
- 《신돈》(MBC 일일드라마) 2005년 ... 집사 역
- 《제국의 아침》(KBS 대하드라마) 2002년 ... 윤선 역
- 《역사탐구 과거와의 대화》(EBS 주간역사드라마) 2002년
- 《태조 왕건》 (KBS 대하드라마) 2000년 ... 일관 역
- 《영웅반란》 (MBC 월화드라마) 1997년
- 《그대 나를 부를 때》
- 《내가 사는 이유》 (MBC 수목드라마) 1997년
- 《감성세대》 (EBS 청소년드라마) 1996년
- 《아파트》 (MBC 주말연속극) 1995년 ... 경비원 역
- 《제4공화국》 (MBC 정치드라마) 1995년 ... 이호 역
- 《사랑을 그대 품안에》 (MBC 월화 미니시리즈) 1994년
- 《한지붕 세가족》 (MBC 드라마) 1993년
- 《제3공화국》 (MBC 정치드라마) 1993년 ... 유원식 역
- 《두려움 없는 사랑》 (SBS 드라마) 1992년
- 《여명의 눈동자》 (MBC 드라마) 1991년 ... 김덕재 역
- 《사랑의 종말》 (MBC 수목드라마) 1990년
- 《울 밑에 선 봉선화》(KBS 대하드라마) 1989년
- 《사랑은 구름을 비로 내리고》 (MBC 월화드라마) 1989년
- 《제2공화국》 (MBC 정치드라마) 1989년 ... 유원식 역
- 《조선왕조 오백년 - 임진왜란》 (MBC 대하드라마) 1985년 ... 진린 역
- 《조선왕조 오백년 - 설중매》 (MBC 대하드라마) 1984년 ... 이징옥 역
- 《3840 유격대》 (MBC 반공드라마)
- 《조선왕조 오백년 - 추동궁 마마》 (MBC 대하드라마) 1983년 ... 이지란 역
- 《박순경》 (MBC 주간드라마) 1982년
- 《제1공화국》 (MBC 정치드라마) 1981년 ... 김일성 역
- 《암행어사》 (MBC 월화드라마) 1981년
- 《전원일기》 (MBC 농촌드라마) 1980년 ... 각종 단역
- 《113 수사본부》 (MBC 드라마) 1975년
- 《집념》 (MBC 드라마) 1975년
- 《수사반장》 (MBC 수사드라마) 1973년

### 연극
- 《메밀꽃 필 무렵》
- 《봄봄》